# Corsicaans
Het Corsicaans (corsu) is een Romaanse taal die voornamelijk gesproken wordt op het eiland Corsica. Het is er de lokale taal en een variant van het Toscaans, een Italiaans dialect, beïnvloed door het Frans. Corsicaans wordt als aparte regionale taal erkend door de Franse overheid. Het nauw verwante Gallura-dialect wordt in het noorden van Sardinië gesproken.
Op Corsica vormt het Frans als onderwijs- en bestuurstaal de belangrijkste bedreiging voor het voortbestaan van het inheemse Corsicaans. De Franse taal deed hier vanaf 1768 voorgoed zijn intrede, het jaar waarin Frankrijk het eiland voor 200.000 pond kocht van de failliete republiek Genua, en is nu dominant. Het Frans wordt er weliswaar met een duidelijk (Italiaans) accent gesproken. De echte, vaak wat oudere Corsicanen praten onderling nog Corsicaans. Hoewel het aantal mensen dat Corsicaans spreekt minder wordt, schat men dat nog steeds circa 65% van de bevolking de taal min of meer machtig is. Sinds 1974 heeft het de status van regionale taal en wordt het zelfs onderwezen aan de universiteit van Corte.
Corsicaans, met name het Zuid-Corsicaans, is tevens nauw verwant met het Gallurees, dat in het noorden van Sardinië (Gallura) gesproken wordt. In vroeger tijden, toen de zeestraat tussen Sardinië en Corsica minder breed was dan nu, vond er tussen Zuid-Corsicanen en bewoners van Noord-Sardinië een geregelde uitwisseling plaats. Zo vluchtten Corsicaanse herders geregeld voor armoede, invasies of kwaadwillende heren naar het buureiland Sardinië. Hoewel de schrijfwijze verschilt ten opzichte van de spelling van het Corsicaans, is het Gallurees te beschouwen als een variant van het Zuid-Corsicaans: er is een grote overeenkomst met het dialect van Sartène. Tegenwoordig gaan de twee taalgebieden vaak samen bij literaire evenementen, zoals schrijfwedstrijden en festivals.

## Verschil met Frans
Corsicaans is geen Frans dialect, getuige de volgende voorbeelden, die voorts duidelijk laten zien dat het sterk beïnvloed is door het Italiaans.
| Corsicaans         | Italiaans  | Frans       | Nederlands    |
| ------------------ | ---------- | ----------- | ------------- |
| a carrega/carreia  | la sedia   | la chaise   | de stoel      |
| u pane/pani        | il pane    | le pain     | het brood     |
| u vinu             | il vino    | le vin      | de wijn       |
| a via              | la via     | la rue      | de straat/weg |
| la ghjesgia/chjesa | la chiesa  | l'église    | de kerk       |
| u core/cori        | il cuore   | le cœur     | het hart      |
| spiacevule         | sgradevole | désagréable | onprettig     |
| studià             | studiare   | étudier     | studeren      |

Hieronder nog wat woordvoorbeelden, met de vertaling in het Corsicaans, Italiaans en Frans.
| Nederlands | Corsicaans | Italiaans   | Frans     |
| ---------- | ---------- | ----------- | --------- |
| een        | unu        | uno         | un        |
| vier       | quattru    | quattro     | quatre    |
| acht       | ottu       | otto        | huit      |
| twintig    | vinti      | venti       | vingt     |
| goedendag  | bunghjornu | buongiorno  | bonjour   |
| tot ziens  | a venicci  | arrivederci | au revoir |
| dank u     | grazie     | grazie      | merci     |
| zee        | mare       | mare        | mer       |

Niettemin wordt de invloed van het Frans op het Corsicaans steeds groter. Dit uit zich met name in het overnemen van Franse woorden in een Corsicaanse vorm. Hierdoor gaan de Italiaanse wortels van de taal langzaamaan verloren. Ook hebben veel jongeren die de taal als tweede taal leren de neiging om op zijn Frans de klemtoon op de laatste lettergreep te leggen bij het spreken, vaak is dat ook in hun geschreven taaluitingen terug te zien. Wel wordt de laatste jaren weer meer in het Corsicaans lesgegeven op de basisschool en bestaat er zelfs een aantal tweetalige "lycées". Ook wordt er van hogerhand hard gewerkt om de competentie van het onderwijzend personeel op kleuter- en basisscholen te vergroten.

## Verschil met Italiaans
Tussen het Italiaans en het Corsicaans bestaan enkele grote verschillen. De Italiaanse uitgang -o bij substantieven is in het Corsicaans -u (net als in vrijwel alle Zuid-Italiaanse dialecten, zoals het Siciliaans en Napolitaans).
De verandering van core in cuore (hart) (diftongering) heeft zich in het Corsicaans niet voorgedaan. Het Corsicaans kent voorts een nasalisatie die in het standaard-Italiaans niet voorkomt: anch'ellu [ãk'ɛllu].
Het Corsicaans onderscheidt zich vooral van het Italiaans door het gebruik van een tweetal specifiek in het Corsicaans voorkomende klanken, de zogenaamde intricciati: GHJ en CHJ (resp. [dj] en [tj]). Verteld wordt dat tijdens de Italiaanse bezetting van Corsica gebruik werd gemaakt van een sjibbolet: het was meteen duidelijk of je met een Corsicaan of met een Italiaan van doen had door hem het woord "ghjunghje" (of een ander woord met die klank) uit te laten spreken. Een (ongeoefende) Italiaan valt hierbij onherroepelijk door de mand.
Ook op lexicaal gebied valt het op dat veel ogenschijnlijk Italiaanse woorden in het Corsicaans een volstrekt andere betekenis hebben, hetgeen het er voor de leek niet eenvoudiger op maakt. Veelvuldig wordt er in L'Usu Corsu, het drietalig woordenboek van Pasquale Marchetti, op gewezen: bijvoorbeeld: "zitella (...) [non proprio zitella, cioè "ragazza nubile" o in senso spreg. "donna attempata non ancora sposata", ma semplicemente] ragazza, fanciulla (...).
Zoals hierboven vermeld, worden nieuwe woorden doorgaans overgenomen uit het Frans, niet uit het Italiaans, waardoor gezegd wordt dat niet langer van een Italiaans dialect gesproken kan worden. Taalpuristen daarentegen zijn zeer gespitst op het vermijden van gallicismen, hetgeen er toe leidt dat voor een neologisme vaak een Franse en een Italiaanse variant naast elkaar bestaan: de onverschillige belt met een purtevule, de taalmilitant met een telefuninu (mobiele telefoon). De discussie dialect of taal kan nog steeds gevoerd worden, maar bij het gebruik van het woord taal in een ruime zin kan er geen discussie over bestaan dat het Corsicaans een taal is. De meeste Corsicaanstaligen zijn die mening dan ook zeker toegedaan.

## Zuid-Corsicaans
Het Zuid-Corsicaans (corsu pumuntincu of corsu suttanu) onderscheidt zich onder andere doordat de klanken ll en gl uit het Noord-Corsicaans (corsu supranu of corsu supranacciu) in het Zuid-Corsicaans als dd worden weergegeven. Zo wordt stella (ster) stedda of zelfs stidda en piglià (pakken, nemen) piddà. Een groot verschil is ook te vinden in de meervoudsvorming: waar in het noorden het vrouwelijk meervoud een -e krijgt wordt dat in het zuiden bijna zonder uitzondering een -i: a donna (de vrouw) heeft in het noorden e donne als meervoud, in het zuiden i donni. De werkwoorden die in het Noord-Corsicaans op -e eindigen, zoals leghje en esse, gaan in het Zuid-Corsicaans uit op -a: leghja, essa. De e wordt vaak een i, ook in andere gevallen dan het vrouwelijk meervoud: putente / putenti, utile / utili, site / seti. Afgezien hiervan zijn er nog andere klankverschillen, maar het zou te ver voeren om ze in dit kader allemaal te bespreken. De verschillen zijn overigens van dorp tot dorp en van streek tot streek anders.
Ook de uitspraakregels zijn in het zuiden anders dan in het noorden: het fenomeen van sandhi (de scunsunatura) heeft in het zuiden op veel minder klanken betrekking dan in het noorden.
Verder kan worden opgemerkt dat er vaak opvallende lexicale verschillen zijn tussen Noord en Zuid: in het noorden is een hond u cane, in het zuiden is het  u ghjacaru. De noordelijke stoel is a sedia, zuiderlingen zitten liever op een carrega.

## Gebruik
Door de Franse taalpolitiek en de toevloed van Franstaligen, met name van gerepatrieerde Fransen uit Algerije (de zogenaamde Pieds-noirs), staat het Corsicaans onder grote druk: het wordt steeds minder gesproken, en degenen die het nog wel spreken, vermengen hun taal steeds meer met Franse woorden. Omgekeerd neigen taalpuristen ertoe om juist te kiezen voor Italiaanse nieuwwoordvormingen, om alles wat Frans is te vermijden: zo kun je naast de francorsu-vorm "u purtevule" ook "u telefuninu" tegenkomen voor de mobiele telefoon. De taal wordt levend gehouden door de inspanning van talloze docenten, dichters, schrijvers en vrijwilligers, maar ook door muziekgroepen als I Muvrini, die ook buiten Frankrijk faam hebben verworven.
Aan het einde van de twintigste eeuw is het Corsicaans aan een opleving begonnen. Het mag weer worden onderwezen op scholen (drie uur per week op de basisschool) en wordt veelvuldig gebruikt door plaatselijke zangers en zanggroepen, zoals I Muvrini (=de moeflonnetjes) en A Filetta, die ook buiten Frankrijk faam hebben verworven. Een veelgehoorde klacht onder docenten en voorvechters van het Corsicaans is echter dat er weliswaar veel in de taal wordt gezongen, maar dat degenen die zingen, de taal vaak helemaal niet spreken. Met de oprichting van een taalkundig "onderdompelingscentrum" op Camping Savaggio/Savaghju te Savaggio-Tattone, in de gemeente, "commune de" Vivario, waar iedereen, van de kok tot de schoonmaker, Corsicaans spreekt, krijgen steeds vaker hele schoolklassen de gelegenheid een week lang in de taal te "baden".

### Corsicaanse volkslied
Het Corsicaanse volkslied is van oorsprong een religieus lied, geschreven in het Italiaans in 1676 door Francesco de Geronimo. De wortels van dit religieus lied gaan terug naar 1097, toen Adhémar van Monteil, geestelijke van Le Puy-en-Velay en apostolisch legaat tijdens de Eerste Kruistocht, het lied Salve Regina schreef. Het wapen van Adhémar de Monteil bevat trouwens een afbeelding van de Maagd Maria.
Er bestaan heden ten dage vele tekstversies. Verschillende oorspronkelijke Italiaanse woorden zijn vervangen door Corsicaanse. De woorden zijn afhankelijk van de muziek, en het is daardoor onmogelijk de tekst volledig in het Corsicaans op die muziek te zetten, zonder de inhoud van de tekst geweld aan te doen.
Ten tijde van Pascal Paoli was in dit deel van het mediterrane gebied het Italiaans de voertaal voor het geschreven woord. In hogere kringen, zoals bij de adel, handel en Kerk was ook het gesproken woord Italiaans. Omdat Corsica in die periode werd bezet en bestuurd door afwisselend Pisaanse en Genuese (dus Italiaanse) heersers, was het Italiaans de voertaal op Corsica. Het Corsicaans werd slechts gesproken door Corsicanen onderling, en dan ook slechts in het achterland. Een interessante vergelijking kan derhalve gemaakt worden met de huidige taalsituatie op Corsica in betrekking tot het Frans, dat nu de voertaal is op het eiland. Het Corsicaans echter heeft tegenwoordig, al is het dan slechts op het tweede plan, een betere status dan het had tijdens de Italiaanse bezetting. Dit neemt echter niet weg dat de Corsicanen altijd gefrustreerd zijn geweest over het op hun eigen eiland moeten aanleren van een vreemde taal.
I Muvrini laten in hun versie van het volkslied een aantal coupletten weg. Vooral het weglaten van het hierna volgende laatste couplet is opmerkelijk en interessant in dezen. Het is overigens in het standaard-Italiaans weergegeven.
Voi, dei nemici nostri, A noi date vittoria; E poi l'Eterna Gloria, In Paradiso.
Over onze vijanden, Geef ons de victorie; En de eeuwige glorie, In het paradijs.
De inhoud van dit couplet past namelijk niet helemaal in de filosofie van I Muvrini, die hun strijd niet zien als een traditionele strijd met vijand, gevecht en overwinning als componenten, en al zeker niet ter verwerving van een plaats in het paradijs als beloning. De inhoud van dit laatste couplet wordt als te agressief gezien en zou I Muvrini te gemakkelijk kunnen verbinden met een al te confronterende opstelling in de zogenaamde Corsicaanse kwestie, te weten het separatisme.
Corsicaanse tekst van het volkslied, zoals I Muvrini het meestal zingen en gelijk het op verschillende cd's is opgenomen. De Nederlandse vertaling is van Hans de Jong en is door de zanggroep van I Muvrini als enige officiële Nederlandstalige vertaling geaccepteerd.
Diu vi salvi, regina, E madre universale; Per cui favor si sale, Al paradisu.
God zegene U, o koningin, En heilige moeder der aarde; Zij die Uw zegen vergaren, Zullen het paradijs verwerven.
Voi siete gioia e risu, Di tutti i scunsulati; Di tutti i tribulati, Unica speme.
Gij zijt de vreugde en het lachen, Voor allen die zijn ongetroost; Voor allen die zijn verstoord, De enige glans van hoop.
Gradite ed ascultate, O vergine Maria, Dolce, clemente (mild) e pia (vroom); Gli affetti nostri.
Aanvaard en hoor ons aan, O gij, liefdevolle Maagd, Zo zacht, zo vroom en 'wel behaagd'; Wij zijn U o zo toegedaan.

### Toponiemen

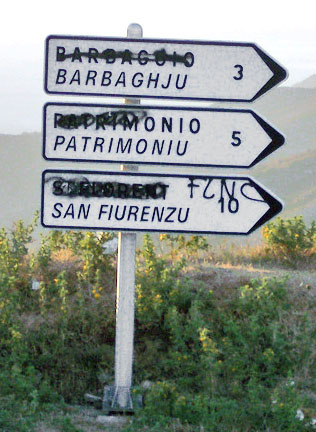
Weggespoten Franse namen op wegwijzers

De meeste toponiemen op Corsica hebben van oudsher een Toscaanse spelling (zoals Bastia, Calvi, Bonifacio), sommige plaatsnamen zijn inmiddels verfranst (Saint-Florent, Ile-Rousse).
De meeste toponiemen hebben echter een Corsicaanse variant:
Ajaccio - Aiacciu,
Bastia - Bastìa,
Bonifacio - Bunifaziu,
Cap Corse - Capicorsu,
Cargèse - Carghjese,
Corte - Corti,
Ile-Rousse - Isula Rossa,
Nebbio - Nebbiu,
Patrimonio - Patrimoniu,
Porto - Portu,
Porto-Vecchio - Porti-Vechju,
Saint-Florent - San Fiurenzu,
Sartene - Sartè.
Hoewel de meeste verkeersborden inmiddels beide varianten vermelden, is het gebruik nog steeds wijdverbreid om met de spuitbus de Frans/Toscaanse naam weg te spuiten of aan te passen aan de Corsicaanse spelling (meestal door de 'o' te veranderen in een 'u').